# Zeittauchen

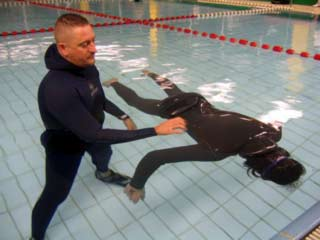

Als Zeittauchen, auch statisches Apnoetauchen (engl. Static Apnoe), wird beim Sporttauchen, speziell dem Apnoetauchen eine Leistungsdisziplin bezeichnet, bei der es darum geht, mit einem Atemzug möglichst lange unter Wasser zu bleiben.
Gemessen wird die Zeit, in der die Atemöffnungen (Nase und Mund) unter Wasser sind. Dafür ist es nicht erforderlich abzutauchen. Die meisten Apnoisten bevorzugen es, auf der Oberfläche zu liegen und lediglich das Gesicht ins Wasser zu tauchen. Mit einem Sicherheitsmann werden vorher abgesprochene Zeichen ausgetauscht, um eine plötzlich auftretende Ohnmacht wegen Sauerstoffmangels frühzeitig erkennen zu können. Bei Wettkämpfen, die den Standards des internationalen Freitauch-Verbandes AIDA International genügen, wird die zu erwartende Tauchzeit vorher angesagt. Wird diese Zeit unterschritten, werden Strafpunkte auferlegt. Die Durchführung muss dann innerhalb eines Zeitfensters von zehn Sekunden, beginnend mit dem sogenannten „Official Top“ erfolgen. Nachdem Mund oder Nase das Wasser verlassen haben, wird die Zeit gestoppt. Der Athlet muss dann innerhalb von 15 Sekunden ein Oberflächen-Protokoll durchführen. Dieses besteht aus:
1. Entfernen jeglicher Ausrüstung aus dem Gesicht, z. B. Tauchermaske, Schwimmbrille oder Nasenklammer
2. Ein OK-Zeichen geben.
3. Verbale Bestätigung: „I am OK“ oder „I’m OK“. In nationalen Wettkämpfen kann diese Bestätigung auch in einer offiziellen Landessprache gegeben werden, also in Deutschland auch auf Deutsch.

Wird das Oberflächenprotokoll nicht vollständig durchgeführt, wird die Leistung nicht bewertet.
Der Weltrekord der Männer lag bis zum 8. Juni 2009 bei 10:12 Minuten und wurde von dem Deutschen Tom Sietas aufgestellt, seit 8. Juni 2009 liegt der neue Weltrekord bei 11:35 Minuten, aufgestellt durch den Franzosen Stéphane Mifsud. Der Weltrekord der Frauen wurde von der Russin Natalja Moltschanowa aufgestellt und beträgt 9:02 Minuten (29. Juni 2013,
Belgrade, Serbia).
Eine populäre Showvariante ist das Zeittauchen mit reinem Sauerstoff. Hierbei hyperventiliert der Taucher etwa zehn Minuten vor dem Start mit reinem Sauerstoff aus einer Sauerstoffflasche. Dadurch wird der Auslöser für den Atemreiz, das Kohlendioxid, fast vollständig abgeatmet. Zudem enthält normale Luft nur etwa 21 % Sauerstoff und 0,04 % Kohlendioxid. Das heißt, die in den Lungen befindliche Atemluft enthält fast die fünffache Menge an Sauerstoff. Trotzdem werden bei dieser Variante nur etwa doppelt so lange Zeiten erreicht. Grund dafür ist der extreme Anstieg des Kohlendioxids. Durch diesen biochemischen Vorgang verändert sich auch der pH-Wert des Blutes. Der Blutpuffer ist zwar ebenfalls trainierbar, kann aber ab einer individuellen Grenze nicht mehr toleriert werden. In Fernsehshows wie z. B. der Guinness-Rekordshow werden so Tauchzeiten von ca. 20 Minuten gezeigt.